# Edwardsianthus
Genre
Edwardsianthus est un genre d'anémones de mer de la famille des Edwardsiidae.

## Liste des espèces
Selon World Register of Marine Species (12 janvier 2023) :
- Edwardsianthus amethystus Izumi & Fujii, 2021
- Edwardsianthus carbunculus Izumi & Fujii, 2021
- Edwardsianthus gilbertensis (Carlgren, 1931)
- Edwardsianthus pudicus (Klunzinger, 1877)
- Edwardsianthus sapphirus Izumi & Fujii, 2021
- Edwardsianthus smaragdus Izumi & Fujii, 2021
- Edwardsianthus pudica (Klunzinger, 1877)
- Edwardsianthus pudicua (Klunzinger, 1877)

## Systématique
Le nom valide complet (avec auteur) de ce taxon est Edwardsianthus England, 1987.

## Publication originale
- (en) K. W. England, 1987, « Certain Actiniaria (Cnidaria, Anthozoa) from the Red Sea and tropical Indo-Pacific Ocean ». Bulletin of the British Museum (Natural History), vol. 53, n. 4, p. 205-292